# Edmund Malon
Edmund Malon (ur. 16 września 1926 w Andzinie, zm. 9 września 2009) – polski polityk, poseł na Sejm PRL VIII kadencji.

## Życiorys
Posiadał wykształcenie zasadnicze zawodowe. Z zawodu formierz w fabryce wagonów „Pafawag” we Wrocławiu. W 1980 uzyskał mandat posła na Sejm PRL VIII kadencji w okręgu Wrocław-Miasto z ramienia Polskiej Zjednoczonej Partii Robotniczej. Zasiadał w Komisji Kultury i Sztuki, Komisji Przemysłu Ciężkiego, Maszynowego i Hutnictwa oraz w Komisji Kultury.
Pochowany na Cmentarzu Grabiszyńskim.

## Odznaczenia
- Złoty Krzyż Zasługi
- Srebrny Krzyż Zasługi (1952)[3]
- Medal 30-lecia Polski Ludowej
- Odznaka Przodownika Pracy (1952)[4]